# Ceralocyna coccinea
Ceralocyna coccinea är en skalbaggsart som beskrevs av Mifsud och Dandria 1999. Ceralocyna coccinea ingår i släktet Ceralocyna och familjen långhorningar. Inga underarter finns listade.